# ایساک کیکوین
ایساک کنستانتینوویچ کیکوین (روسی: Исаак Константинович Кикоин؛ زاده ۲۸ مارس ۱۹۰۸ – درگذشته ۲۸ دسامبر ۱۹۸۴) یک فیزیک‌دان اهل روسیه بود.